# Octan retinylu
Octan retinylu – organiczny związek chemiczny z grupy octanów, ester retinolu i kwasu octowego. Po krystalizacji z metanolu ma postać jasnożółtych kryształów. Wykazuje działanie antynowotworowe. Może stanowić źródło witaminy A w przypadku jej niedoboru, także u dzieci, jednak jego stosowanie u kobiet w ciąży w ramach opieki przedporodowej nie jest zalecane. W przypadku przedawkowania, ma działanie teratogenne. Może być stosowany jako dodatek do pasz.